# Christina Haverkamp

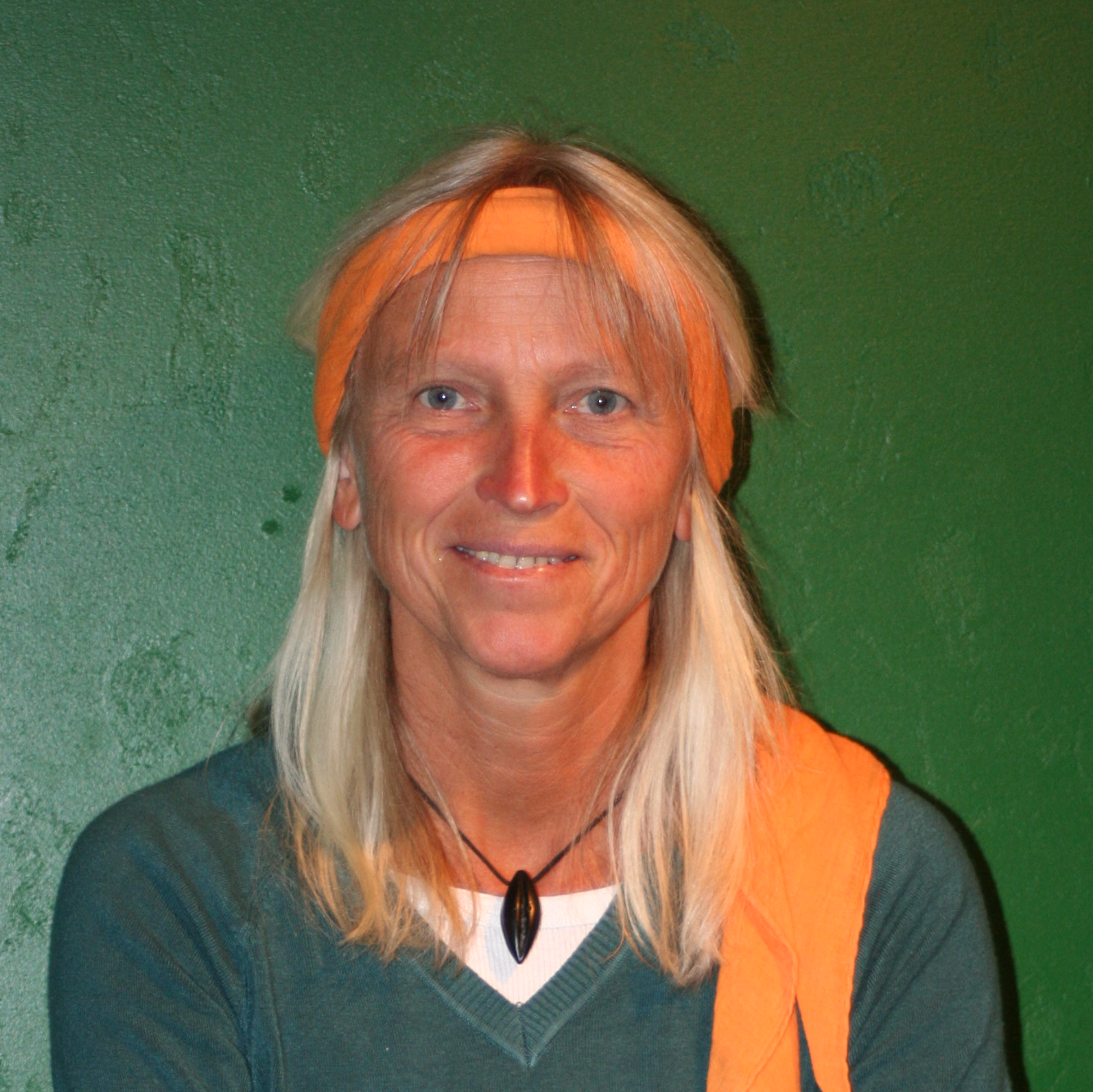
Christina Haverkamp (2007)

Christina Haverkamp (* 6. September 1958 in Nordhorn) ist eine deutsche Menschenrechtsaktivistin und Pädagogin.

## Leben
Die  Sport- und Mathematiklehrerin setzt sich seit 1989 für das bedrohte Volk der Yanomami-Indianer in den Regenwäldern von Brasilien und Venezuela ein, die sie 1990 erstmals gemeinsam mit dem Survival-Experten Rüdiger Nehberg besuchte. Sie organisierte den Bau von Schulen und Krankenstationen im Regenwald. Jedes Jahr pendelt sie zwischen Europa und dem Amazonasgebiet und hält Vorträge, unter anderem an der Harvard-Universität in Boston, USA. Sie lebt in Blumenthal, Kreis Rendsburg-Eckernförde, in Schleswig-Holstein.

## Wirken
1992 überquerten Christina Haverkamp und Rüdiger Nehberg von Dakar im Senegal aus den Atlantik bis nach Fortaleza in Brasilien auf einem selbstgebauten Bambusfloß, um auf die Unterdrückung und die elenden Lebensverhältnisse der indianischen Bevölkerung aufmerksam zu machen. Gedacht war das Unternehmen auch als Protestfahrt aus Anlass der Entdeckung Amerikas vor 500 Jahren.
2006 gründete sie den Verein Yanomami-Hilfe e.V. Mit ihm unterstützt sie die Yanomami beim Aufbau von Krankenstationen und deren Organisation. Wegen ihres unerschütterlichen und hartnäckigen Auftretens gegenüber Behörden gaben ihr die Yanomamis den Spitznamen „Kohiba“, was so viel wie „harte Bohne“ bedeutet.
2002 begleitete sie den Papius-Häuptling Joao-Davi Maraxi zum „Weltkongress indigener Völker“ zur UNO nach New York, wo er eine Rede hielt.

## Auszeichnungen
- 1998: Weitsicht-Preis für Menschenrechte (Frankfurt)[2]